# 유진 데브스 생가

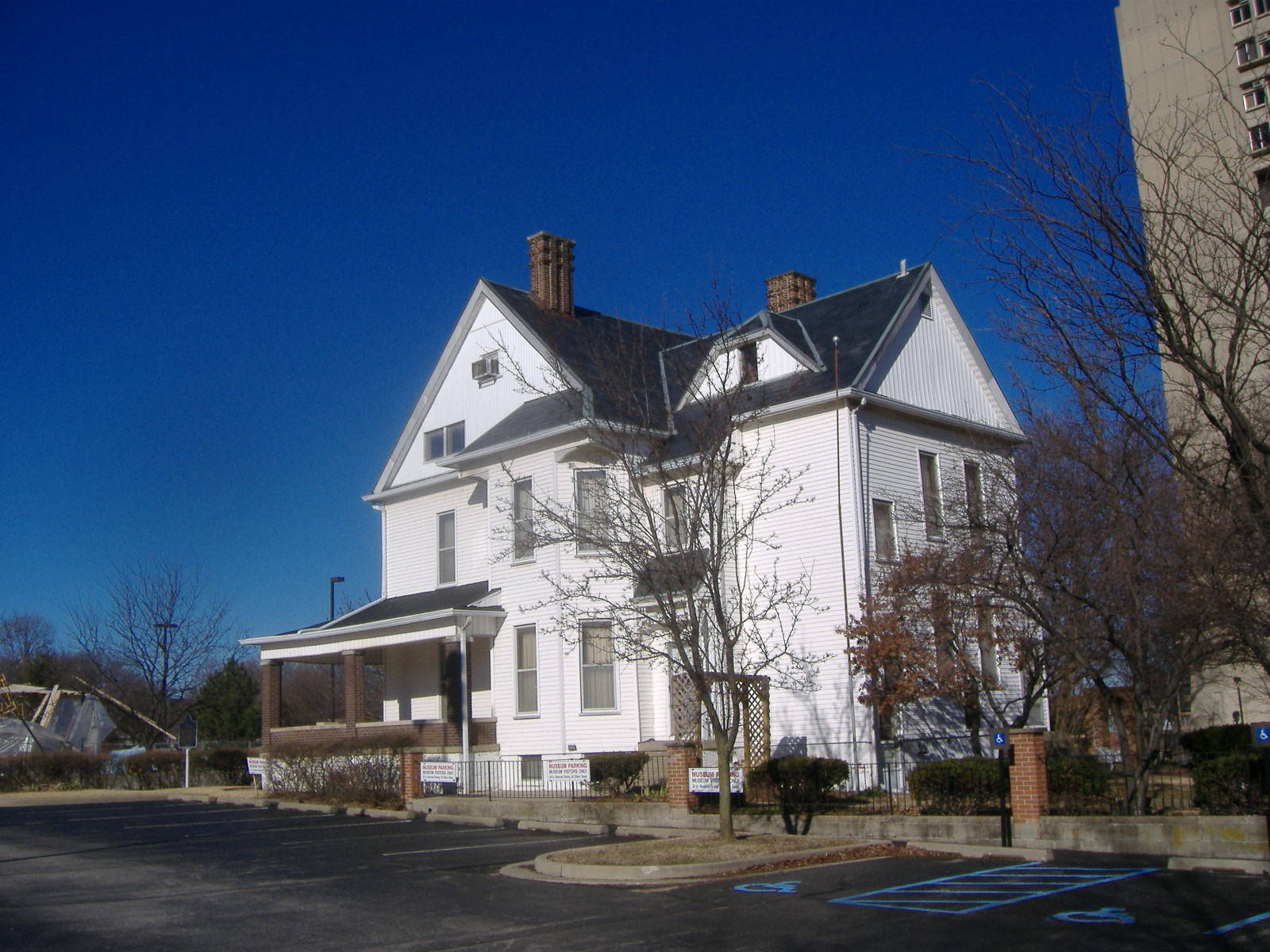

유진 데브스 생가(Eugene V. Debs House)는 인디애나주 테레호테 인디애나 주립대학교 캠퍼스 안에 위치해 있다. 미국의 노동운동 지도자 유진 데브스의 생가로, 1965년 11월 13일 국립역사기념물로 지정되었다.
유진 데브스와 그 아내 케이트 데브스는 1890년 결혼 5주년 기념일 이후 2층짜리 목조가옥을 지었다. 이 과정에서 데브스의 집은 노동계급의 삶을 반영하지 못한다는 비판을 들었다. 데브스의 아내는 부유한 친척 아주머니에게 상속을 받아 집안에 화려한 가구들을 갖추었다. 데브스가 살아있을 적 그의 집을 방문한 이로는 제임스 휘트컴 릴레이, 칼 샌드버그 등이 있다. 1926년 데브스가 사망했을 때 장례 설교가 이 집 앞에서 진행되었고, 5,000 여명의 사람들이 참석했다.
집안의 집기로는 이탈리아에서 수입해온 청기와로 만든 벽난로, 부엌과 응접실의 마호가니 가구, 하빌렌드 도자기 세트 전체 등이 있다. 현재 생가는 박물관으로 사용되고 있다. 데브스의 개인장서는 바로 길 건너에 있는 인디애나 주립대학교 도서관에서 소장 중이다. 방 하나는 데브스의 삶을 묘사하는 벽화가 그려져 있다.